# Coeneo (kommun)
Coeneo är en kommun i Mexiko.   Den ligger i delstaten Michoacán de Ocampo, i den södra delen av landet, 260 km väster om huvudstaden Mexico City.
Följande samhällen finns i Coeneo:
- Coeneo de la Libertad
- Santiago Azajo
- Agua Caliente
- Pretoria
- Laredo
- Quencio
- La Constitución
- Colonia Primo Tapia
- Colonia Félix Ireta
- El Rodeo
- El Puente del Mirador
- El Transval
- Caratacua
- Colonia Benito Juárez